# Fasova, Makariv
Fasova (în ucraineană Фасова) este o comună în raionul Makariv, regiunea Kiev, Ucraina, formată numai din satul de reședință.

## Demografie
Componența lingvistică a comunei Fasova
     Ucraineană (97,83%)
     Rusă (2,04%)
     Alte limbi (0,14%)
Conform recensământului din 2001, majoritatea populației comunei Fasova era vorbitoare de ucraineană (97,83%), existând în minoritate și vorbitori de rusă (2,04%).